# Twinbrook
Twinbrook è una stazione della metropolitana di Washington, situata sulla linea rossa. Si trova a Rockville, e serve l'omonimo quartiere di Twinbrook.
È stata inaugurata il 15 dicembre 1984, contestualmente all'estensione della linea oltre la stazione Van Ness-UDC.
La stazione è dotata di un parcheggio di scambio da oltre 1000 posti auto; vi fermano autobus del sistema Metrobus (gestito dalla WMATA) e del sistema Ride On.